# Międzynarodowa Federacja Judo
Międzynarodowa Federacja Judo (ang. International Judo Federation, skrót IJF) – międzynarodowa organizacja pozarządowa, zrzeszająca 204 narodowych federacji judo.

## Historia
Federacja została założona w lipcu 1951 roku jako połączenie federacji europejskich i Argentyny. Organizacja została nazwana Międzynarodowa Federacja Judo (IJF).

## Członkostwo
- MKOl
- GAISF

## Dyscypliny
- judo tradycyjne
- kata judo

## Mistrzostwa świata
- Mistrzostwa świata w judo (od 1956 roku).
- Mistrzostwa świata U-21 w judo (od 1974 roku).
- Mistrzostwa świata U-18 w judo (od 1991 roku).
- Mistrzostwa świata seniorów w judo
- Mistrzostwa świata w kata judo